# Skogaholms herrgård

Skogaholms herrgård är en större herrgård med separat flygel för kök och hushållspersonal. Den ligger på Skansen i Stockholm men var ursprunglige belägen i Svennevads socken i Hallsbergs kommun.

## Etymologi
Det gamla namnet Skoga finns belagt sedan 1500-talet och dess betydelse torde inte vara särskilt svårförklarad, med tanke på läget mitt i den stora barrskogen öster om Tisaren. Under 1600-talet , då de båda hemmanen Skoga och Emta slogs samman , tillades den för herrgårdar typiska efterleden -holm, vilket skapade namnet Skogaholm

## Historia
Den första sätesgården vid Skogaholm byggdes troligen på 1630-talet. Gården lokaliserades till västra stranden av Skogasjön, tidigare kallad Emptasjön där Emptas och Skogas ägor gränsade intill varandra. 1680 ersattes den gamla sätesgården med en ny knuttimrad huvudbyggnad i en våning med säteritak av Catharina Rosenberg och hennes man Anders Wennerstedt i adelsätten Wennerstedt, som ärvt Skogaholm efter hennes föräldrar Simon Rosenberg och Margareta Larsdotter. Byggnaden hade då synligt rödfärgat timmer med vita knutar.  En tid senare försågs byggnaden med två hörnpaviljonger, troligen med gården Stora Lassåna som förebild. 1780 byggdes en pampig stenflygel. På 1790-talet reveterades herrgården och försågs med nya större fönster, en gustaviansk interiör och en baldakin med sina ryttare ovanför entrédörren.

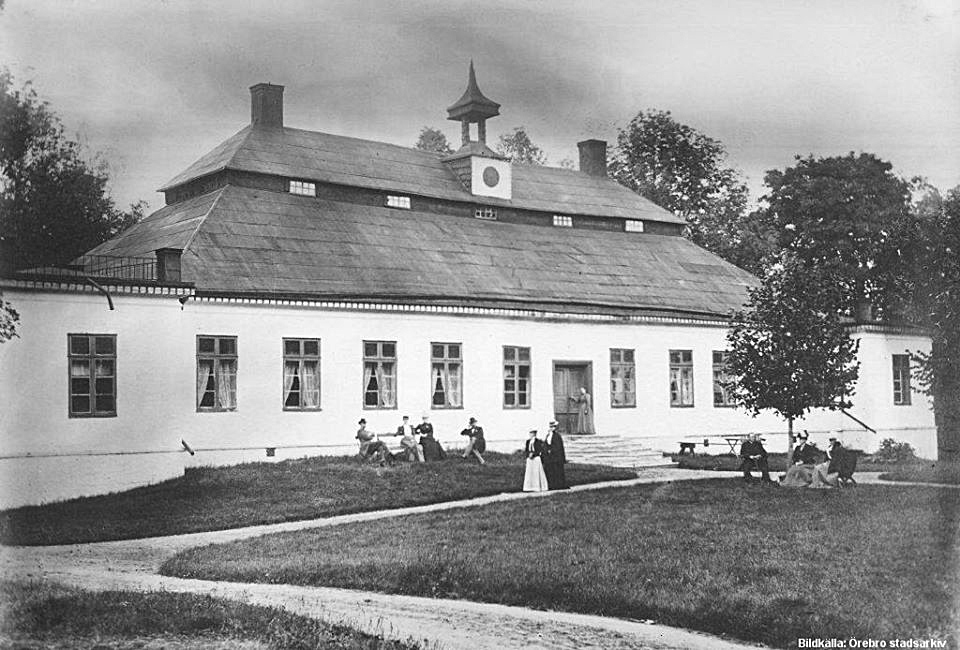
Huvudbyggnaden år 1920.

Efter att bruket övergick i bolagsägo 1841 kom herrgårdsbyggnaden bli överflödig då förvaltaren/brukspatron använde förvaltarbostaden i Skogaholm. Under några år användes herrgårdsbyggnaden som pensionärshem innan den 1929 donerades till Skansen i Stockholm. Herrgårdens ekonomilängor flyttades mellan 1841 och 1900 fram till bruksplatsen i Skogaholm.
Donationsbrevet undertecknades 20 september 1929 av brukspatron Ivan Svensson[källa behövs] för Skyllbergs bruks AB. Den 15 mars 1930 lades första grundstenen på Skansen av hertigen av Närke, Prins Eugen. Herrgården invigdes på Mikaelisöndagen 4 oktober 1931 i närvaro av kronprins Gustaf Adolf.

## Sägen
Skogaholm har en spökhistoria förknippad med sig, en berättelse om ett mord på en budbärare. Denne skulle ha bragts om livet för en läderväska fylld med pengar. En tjänare på herrgården misstänktes gärningen utan att väskan hittades. När herrgården flyttades till Skansen lär en tom läderväska ha återfunnits på vinden.[källa behövs]

## Bildgalleri

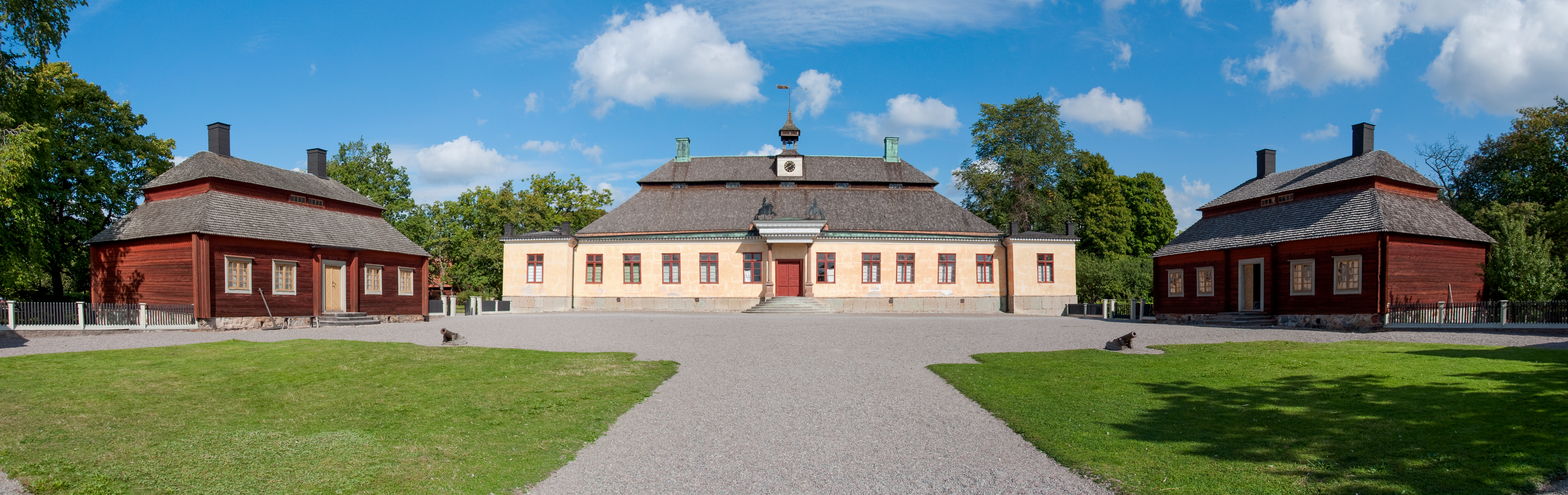
Skogaholms herrgård
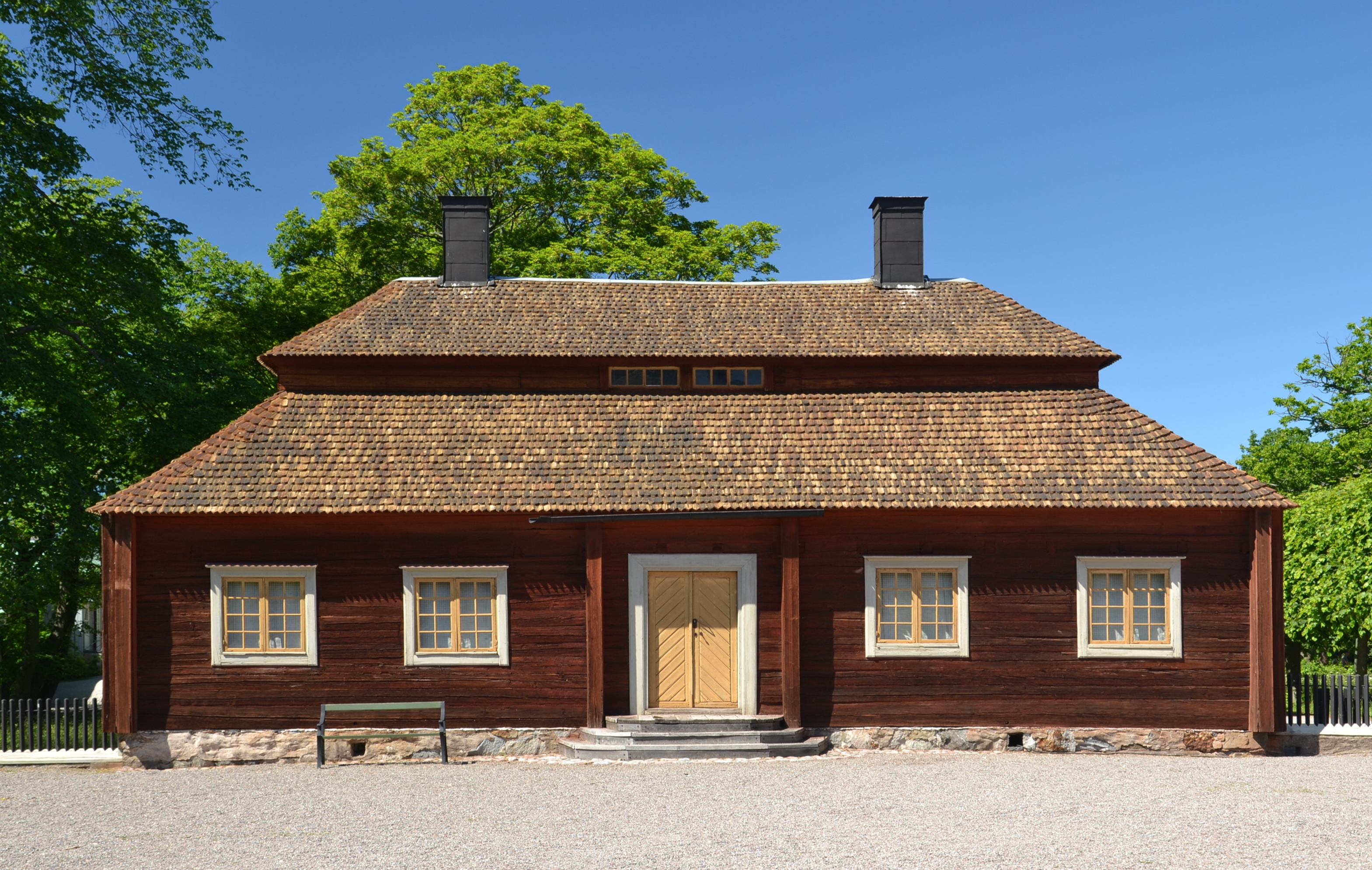
En av flyglarna.
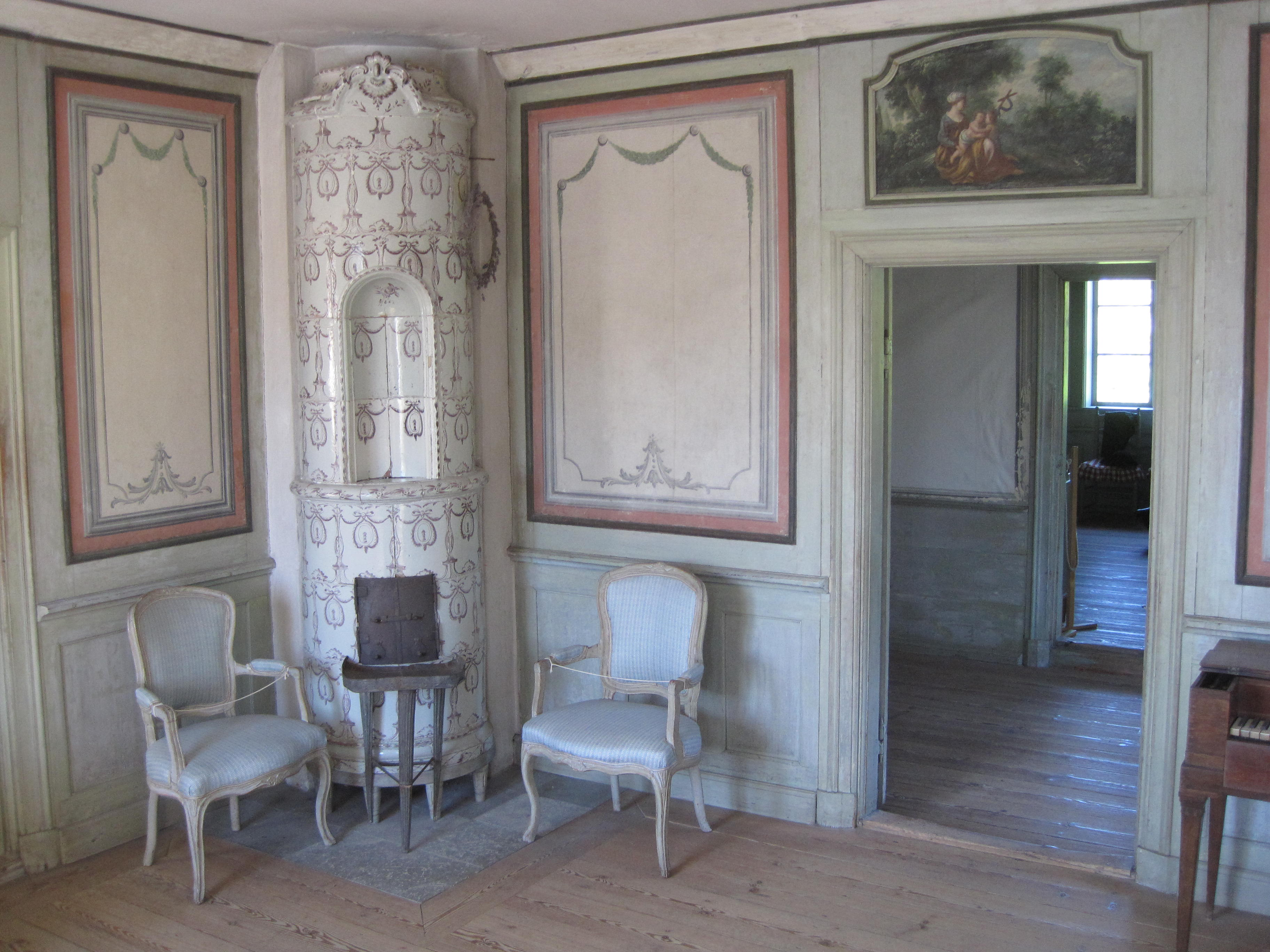
Interiör med kakelugn.
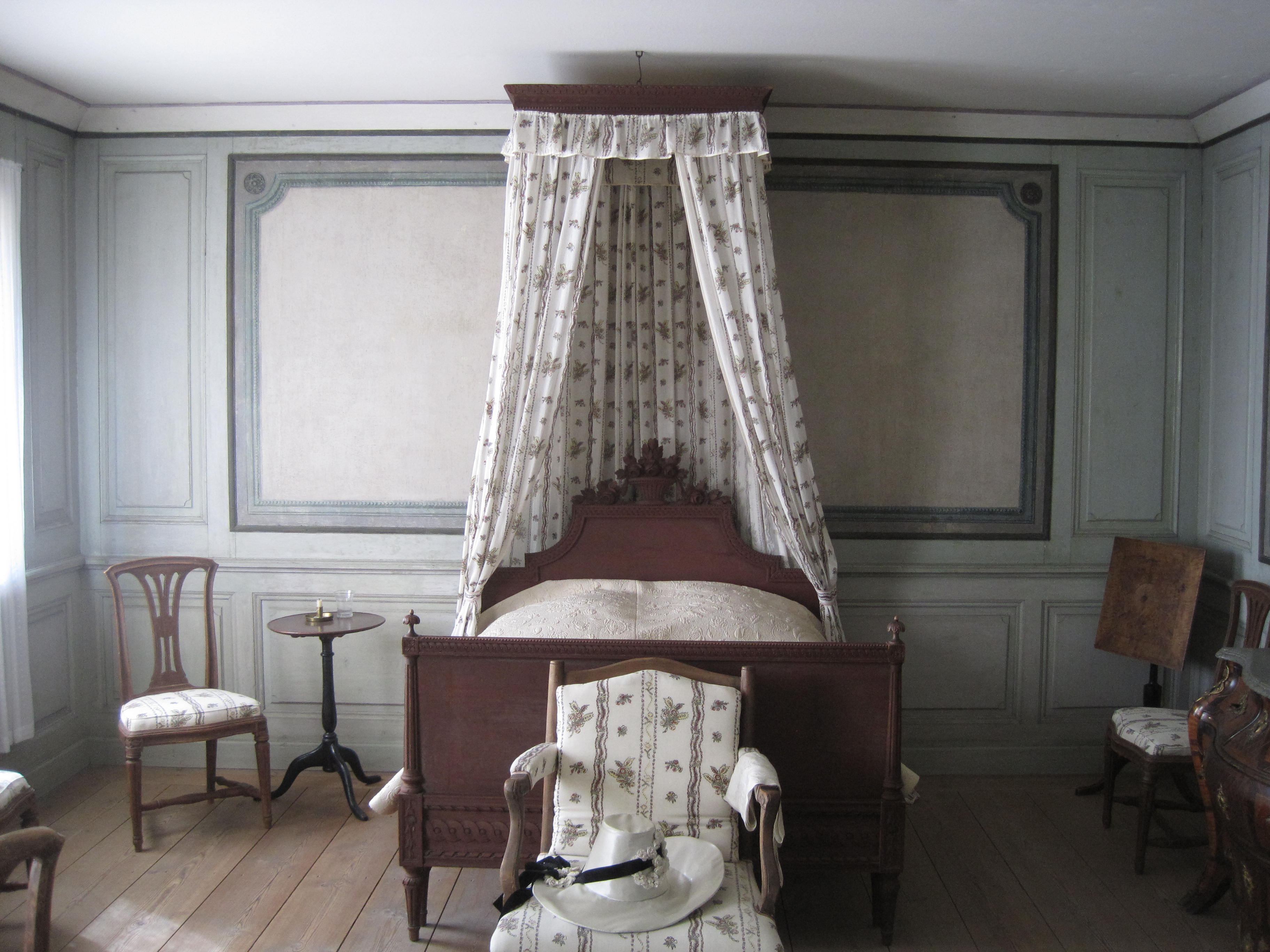
Fruns sovrum.
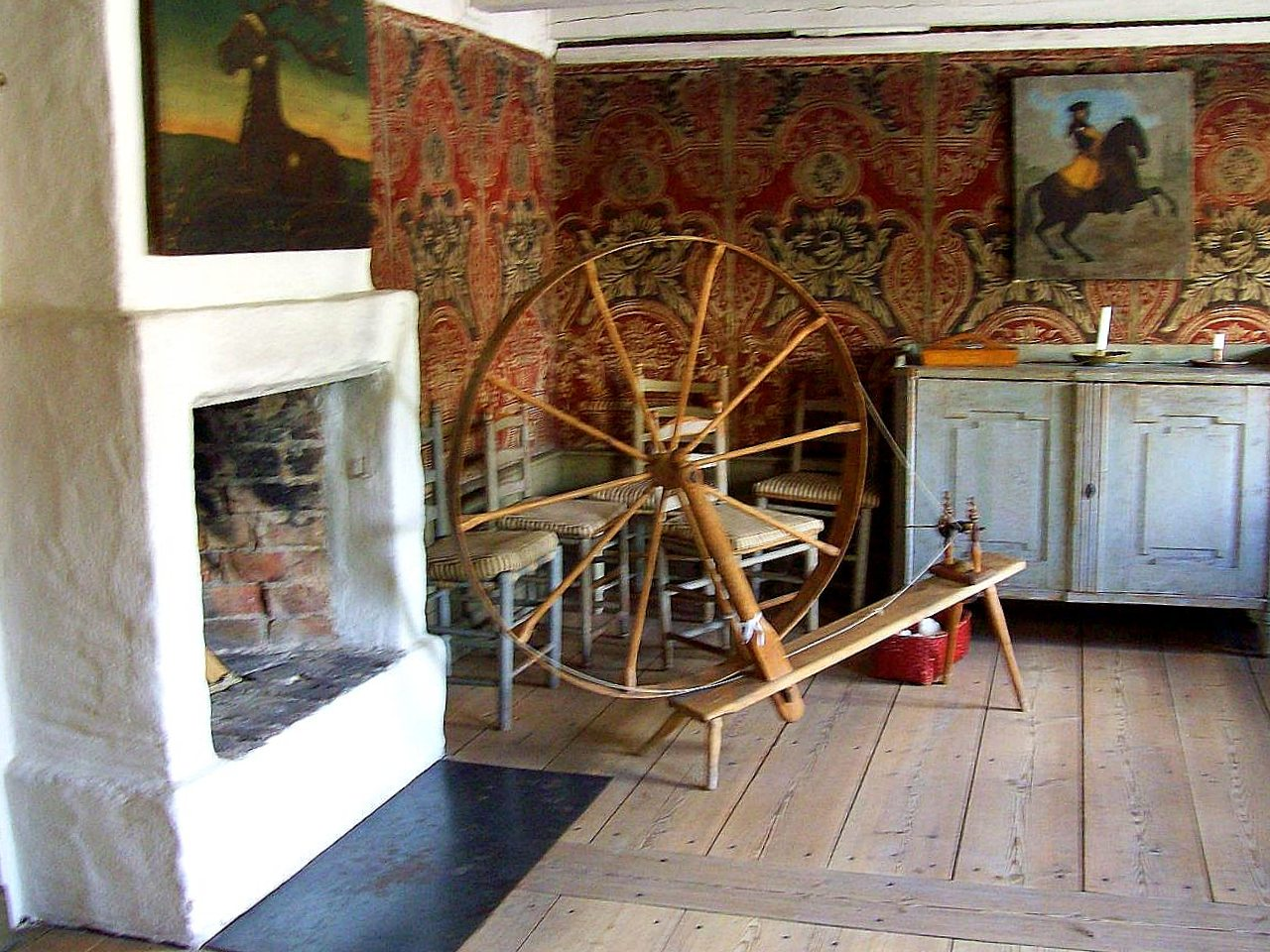
Interiör från köket.
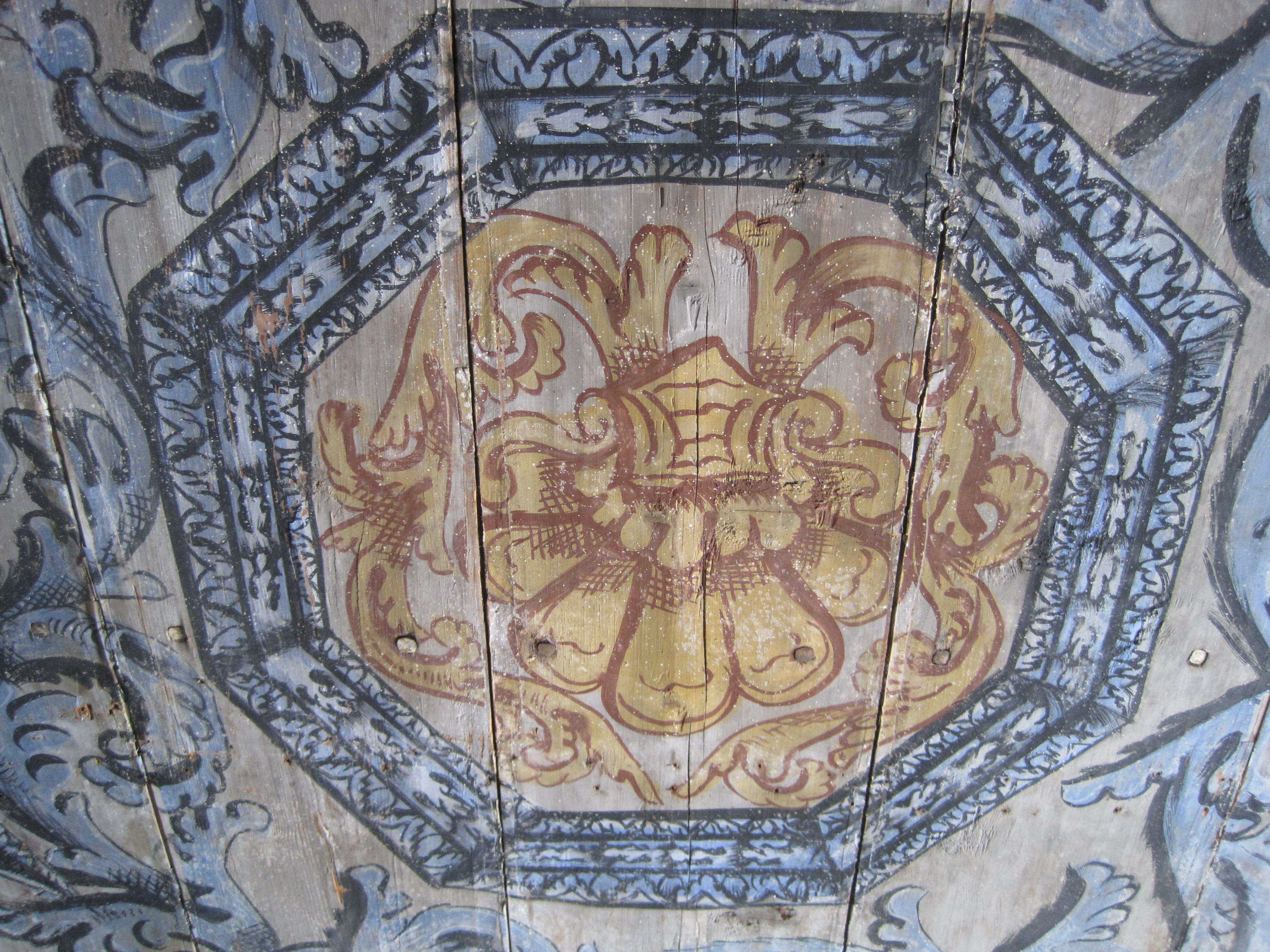
Detalj av takmålning.
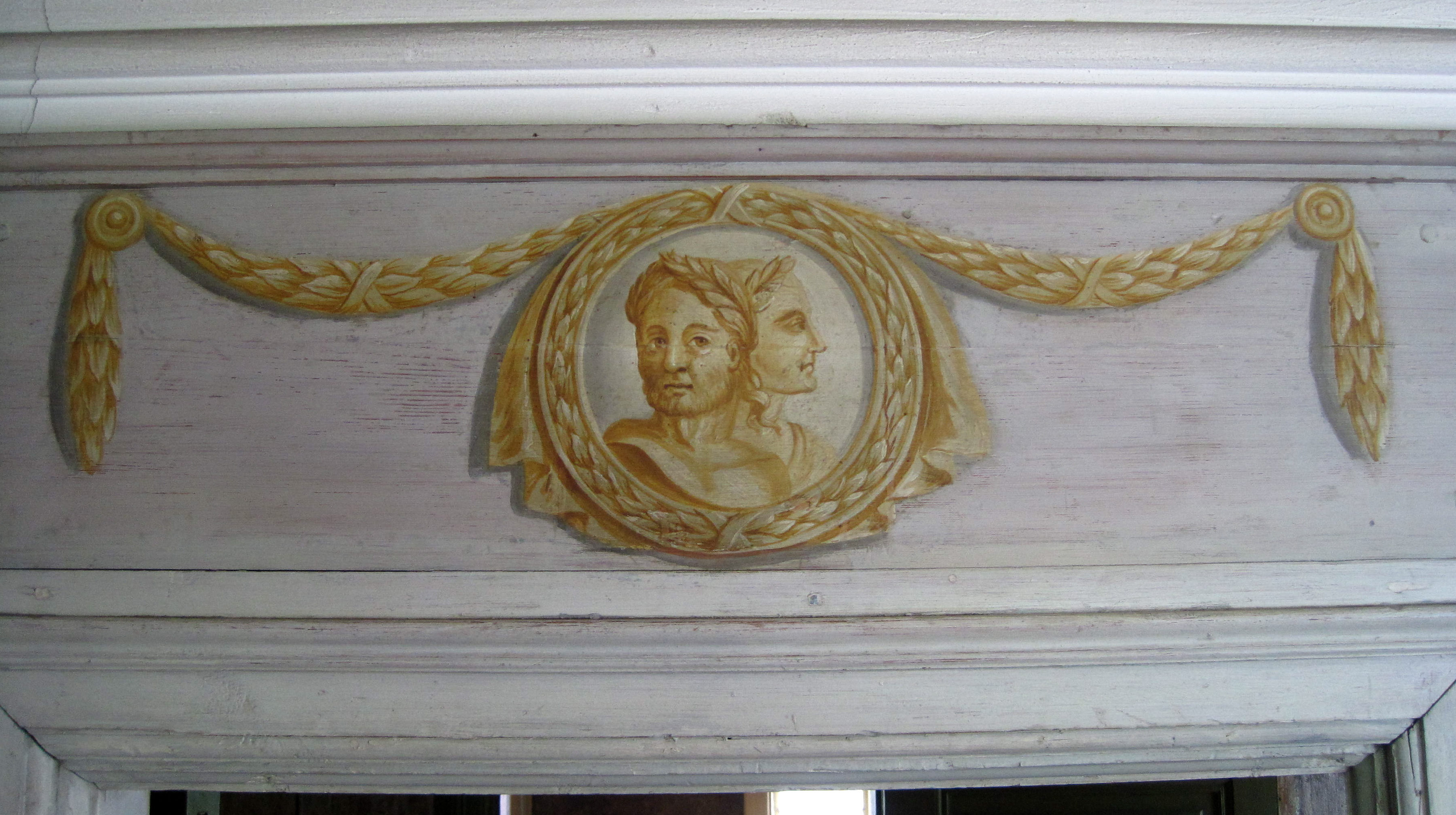
Målat dörröverstycke.
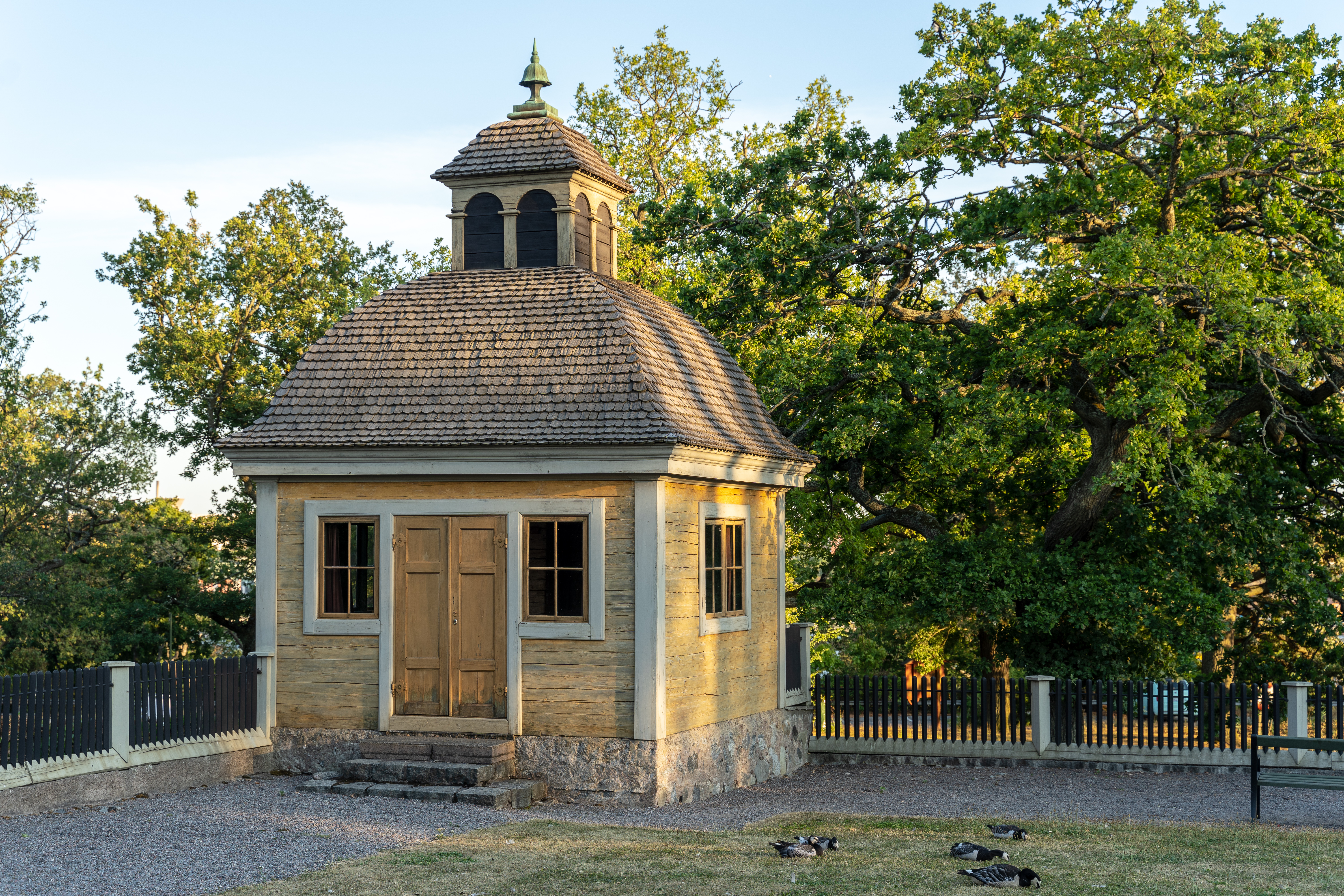
Paviljongen.
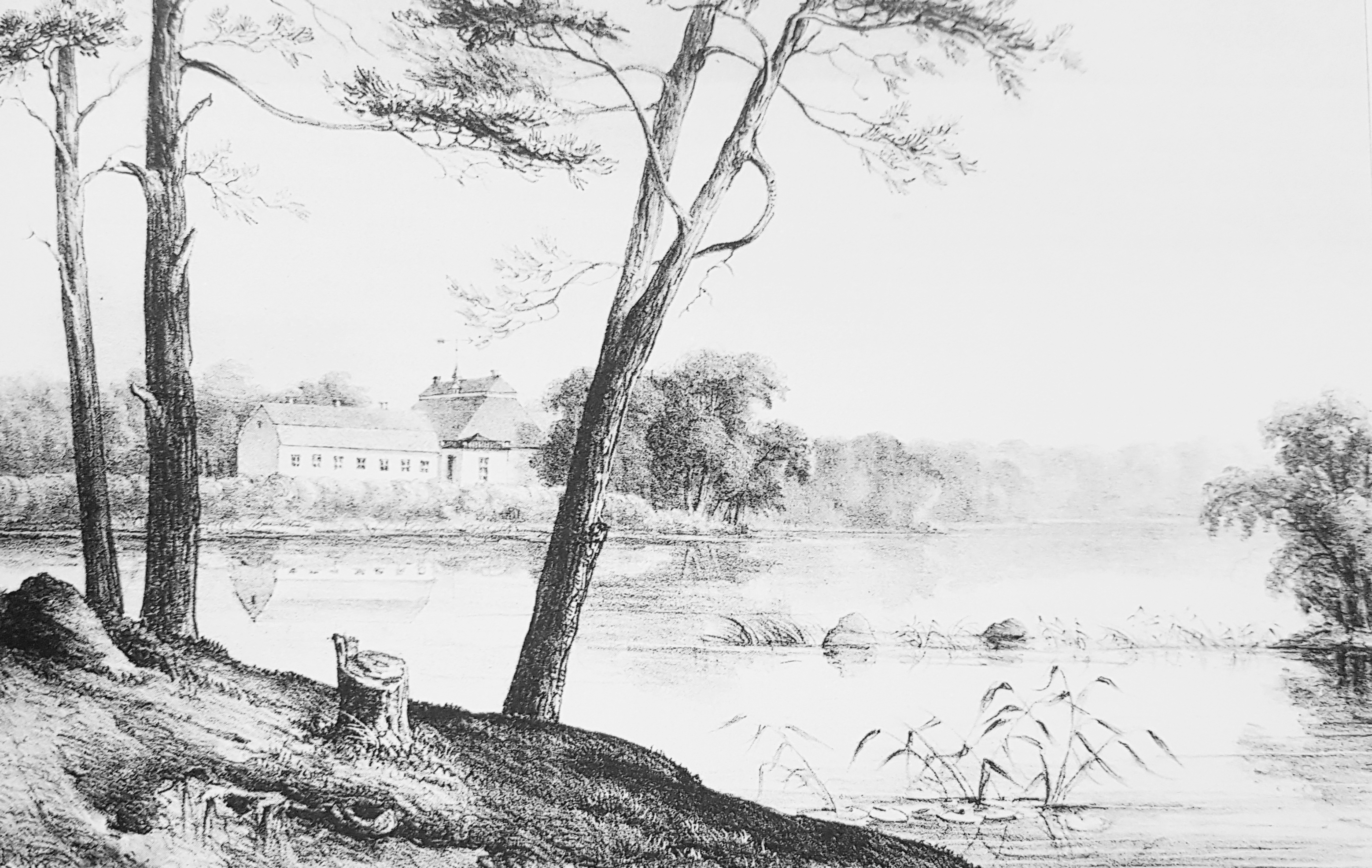
Teckning av Michael Gustaf Anckarsvärd (1792-1878)